# Hemiboea rubribracteata
Hemiboea rubribracteata là một loài thực vật có hoa trong họ Tai voi. Loài này được Z.Y. Li & Y. Liu mô tả khoa học đầu tiên năm 2004.